# تلمبه کیانیان ۲
تلمبه کیانیان ۲ یک منطقهٔ مسکونی در ایران است که در دهستان زنگی‌آباد واقع شده‌است. تلمبه کیانیان ۲ ۲۳ نفر جمعیت دارد.